# Zeev Erlich

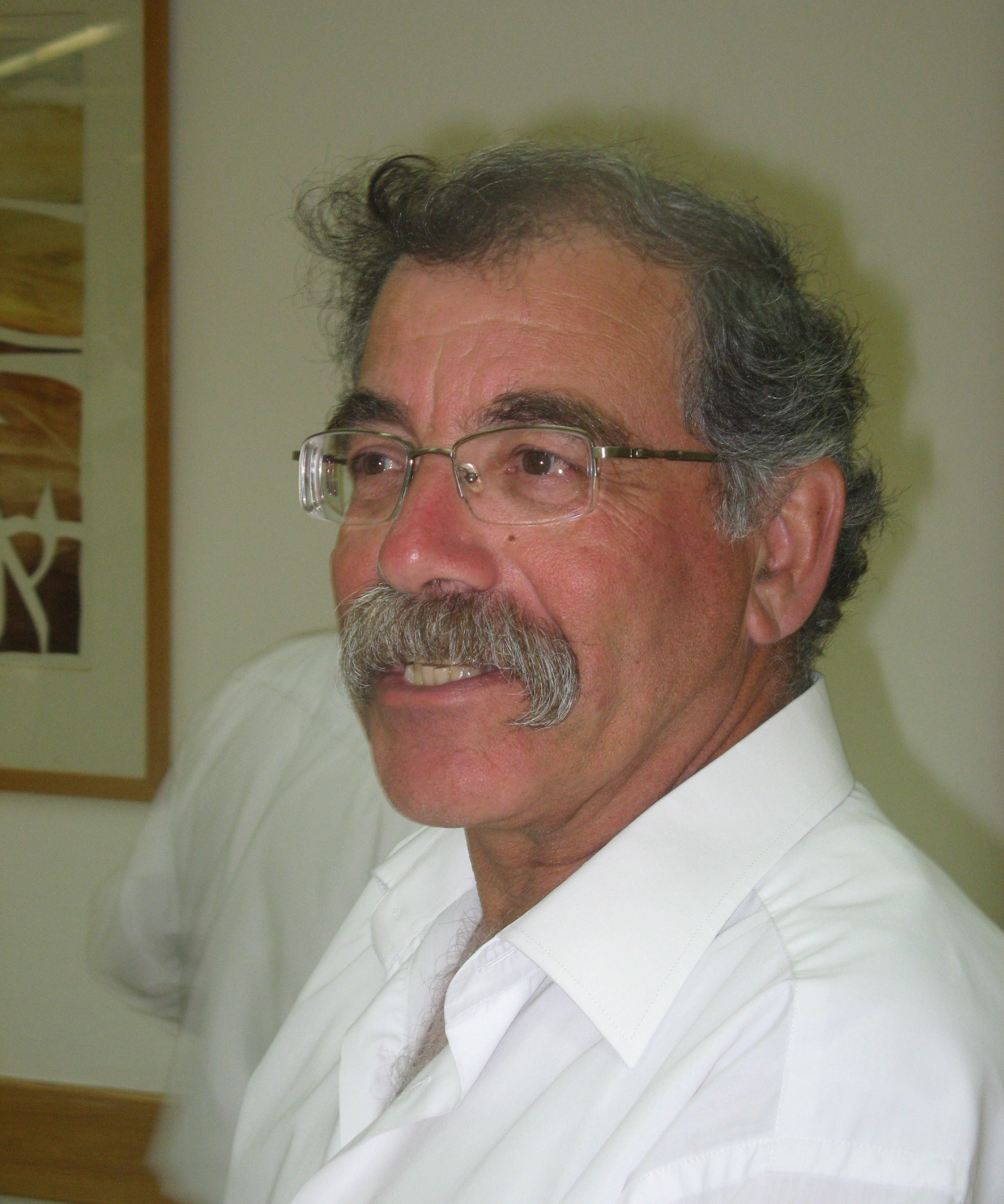
Zeev Erlich (2009)

Zeev Chanoch „Jabo“ Erlich (hebräisch זאב חנוך ארליך, geboren 1953; gestorben 20. November 2024 in Chamaa, Südlibanon) war ein israelischer Historiker und Archäologe, welcher der Siedlerbewegung zugerechnet wird. Erlich war ein führender Vertreter der Land-Israel-Studien mit langjährig guten Beziehungen zum israelischen Militär.

## Biografie
Zeev Erlich war ein Sohn von Yisrael Erlich, einem Anhänger des Sukatschower Chassidismus, der mehrere Bücher über berühmte Rabbinen in Polen veröffentlichte. Er nutzte das Hesder-Programm, um seinen Militärdienst mit Talmudstudium an der nationalreligiösen HaKotel-Jeschiwa in Jerusalem zu verbinden. An der Hebräischen Universität Jerusalem und am Touro College studierte er Gemara und Geschichte des Volkes Israel bis zum Bachelor-Grad.
Erlich gehörte 1975 zu den Gründungsmitgliedern von Ofra im nördlichen Westjordanland, einem der ersten Siedlungsprojekte von Gusch Emunim. Er wohnte dort seit 1977 und baute die dortige Feldschule (Ofra Field School) mit auf. Diese Institution dient als Basis für Exkursionen durch Judäa und Samaria. Außerdem untersuchen die Lehrer und Voluntäre dieser Feldschule Texte der Hebräischen Bibel, um „korrekt zu identifizieren, wo biblische Erzählungen spielen, um biblische Militärtaktiken und landwirtschaftliche Zyklen zu verstehen, usw.“
Während der Ersten Intifada (1987–1993) wurde Zeev Erlich als Offizier der israelischen Infanterie und als Geheimdienstoffizier eingesetzt.
Zusammen mit Yoel Elitzur engagierte sich Erlich für die Benennung von Orten im Westjordanland nach biblischen Vorgaben, um den israelischen Anspruch darauf zu stärken. Zur Ermittlung des korrekten hebräischen Ortsnamens nutzten Erlich und Elitzur eine Kombination aus antiker und mittelalterlicher jüdischer Literatur, archäologischen Befunden und arabischen Ortsnamen. Mit dieser Argumentation konnte Gusch Emunim sowohl traditionell-religiöse als auch säkulare Israelis ansprechen. Die etablierten israelischen Historiker hielten zunächst Abstand zu den „Siedler-Forschern“ (settler-researchers) von Gusch Emunim. Seit 1991 allerdings finden in dem College der großen Westbank-Siedlung Ariel, das organisatorisch mit der Bar-Ilan-Universität in Ramat Gan verbunden ist, jährlich Konferenzen zur Landeskunde von Judäa und Samaria statt, die sich unter anderem mit Archäologie befassen. Erlich war der Organisator dieser Konferenzen, zu denen auch renommierte Archäologen wie Gabriel Barkay eingeladen wurden.
Mit einer regelmäßigen Kolumne in der Sabbatausgabe der Zeitung Makor Rishon machte Erlich archäologische Neuigkeiten einer größeren Öffentlichkeit bekannt. „Aber es war die enge Zusammenarbeit mit den Israelischen Verteidigungsstreitkräften, die Erlich einzigartig machte. Über Jahre hinweg stellte er seine Expertise ehrenamtlich zur Verfügung, um Soldaten die strategische Bedeutung antiker Stätten zu vermitteln, und überwand so den Abstand zwischen akademischer Forschung und militärischer Notwendigkeit.“ Obwohl Erlich als Exkursionsleiter und Historiker eine bekannte Persönlichkeit war, besaß er weder eine akademische Qualifikation noch war er einer akademischen Institution zugeordnet. Im Lauf der Jahrzehnte veröffentlichte er gleichwohl zahlreiche Artikel und war Herausgeber einer Buchreihe zur jüdischen Siedlungsgeschichte von Judäa und Samaria. Er hielt Vorträge am Lander Institute und am Moreshet Yaakov-Orot Israel College. Erlich dokumentierte archäologische Stätten in palästinensischen Siedlungen und wurde dabei vom israelischen Militär geschützt. So suchte er in Militärbegleitung 2011 eine archäologische Stätte in Deir Istiya (Zone B) auf und 2012 eine archäologische Stätte in Qarawat Bani Hassan (Zone A).
Anfang November 2024 traf sich Erlich mit Reportern von Israel HaYom in Nablus; die Gruppe besuchte unter Militärschutz das dortige Josefsgrab und die archäologische Stätte Tell Balāṭa.

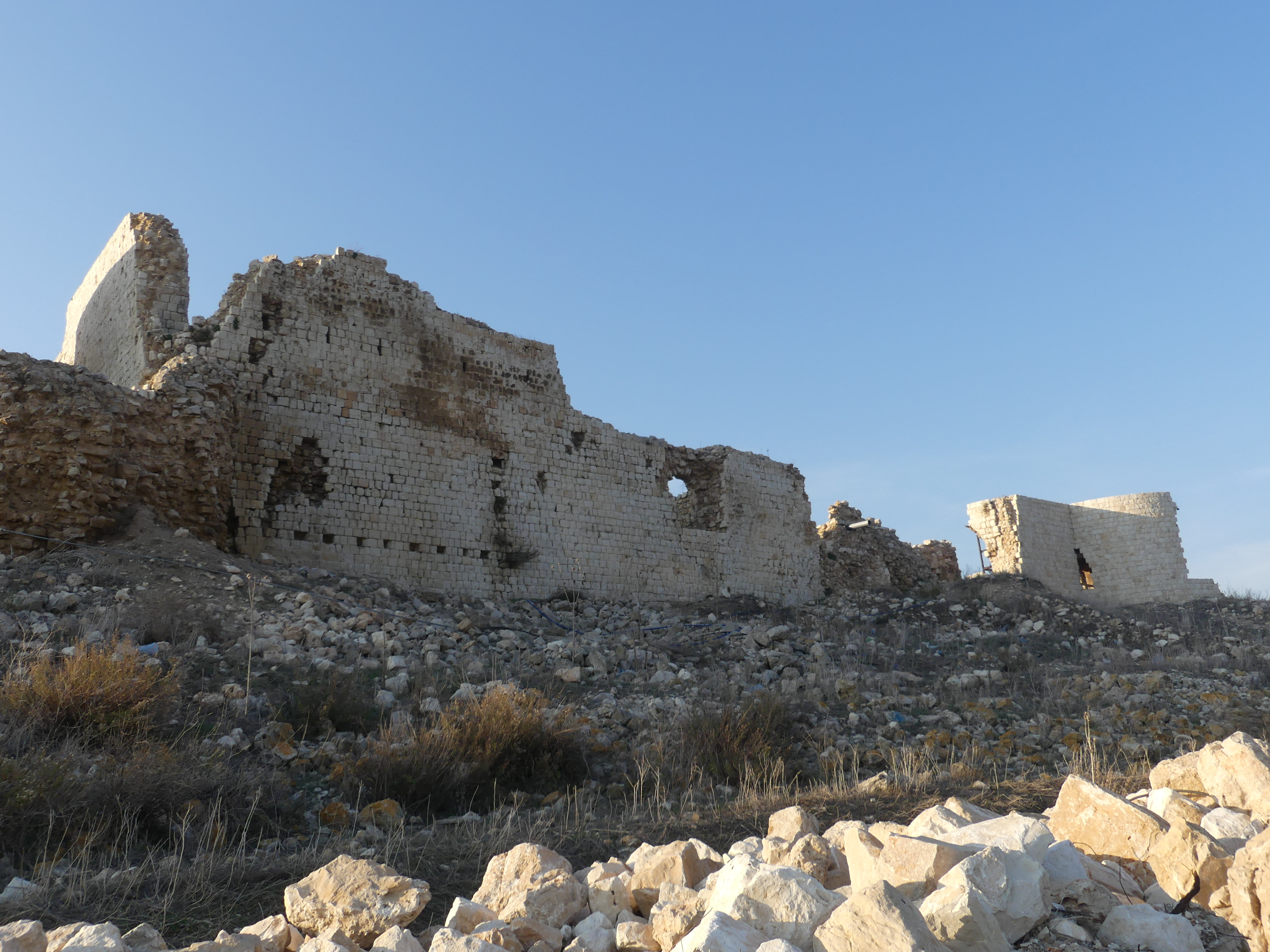
Kreuzfahrerburg Chamaa (2019)

Am Morgen des 20. November 2024 überquerte Erlich in israelischer Armeeuniform die israelisch-libanesische Grenze, um Feldforschung in der kreuzfahrerzeitlichen Festung Scandalion im libanesischen Dorf Chamaa zu betreiben. Die archäologische Stätte weist römisch-byzantinische und jüngere Strukturen auf und wird in diffuser Weise mit einem „Simon“ in Verbindung gebracht:
- Laut Haaretz lokalisiert die christlichen Legende hier das Grab des Apostels Simons des Zeloten.[12]
- In Chamaa befindet sich eine für Schiiten heilige Stätte (Maqom) des Cham’oun El Safa. Dieser schiitische Heilige wird zum christlichen Hauptapostel Simon Petrus in Beziehung gesetzt. In der Vorkriegszeit wurde diese Simon-Petrus-Tradition betont, weil hier wie in einigen anderen libanesischen Orten die Anwohner hofften, in Reiserouten biblisch interessierter Touristen aufgenommen zu werden und davon wirtschaftlich zu profitieren.[13]
- Aren Maeir (Bar-Ilan-Universität) weist darauf hin, dass Chamaa in sozialen Medien als Grabstätte des biblischen Simeon bezeichnet werde, der als Sohn des Erzvaters Jakob auch Ahnherr eines der Zwölf Stämme Israels ist. Doch bestehe keine historische Beziehung zwischen dem biblischen Simeon und der archäologischen Stätte Chamaa, eine solche zu konstruieren „ist etwas Modernes, das vielleicht in Beziehung steht zu aktuellen Ideologien“, so Maeir.[14]

Erlich bekleidete den Rang eines Majors der Reserve und war nach Angaben seiner Familie als Reservist im Libanon zum Zweck archäologischer Forschungen eingesetzt; die Israelischen Verteidigungsstreitkräfte erklärten dagegen, Erlich habe den Libanon als Zivilist betreten. Chamaa galt als vom israelischen Militär gesicherter Ort, doch Erlich und seine Begleiter gerieten dort in einen Hinterhalt. Bei dem Feuergefecht starben zwei Hisbollah-Kämpfer sowie Erlich und ein Soldat der Golani-Brigade; der Stabschef dieser Brigade, Yoav Yarom, wurde mittelschwer verletzt, ein Kompanieführer schwer. Nach Untersuchungen des Militärs hatte Yarom Erlichs Besuch der archäologischen Stätte genehmigt, ohne dazu befugt zu sein.

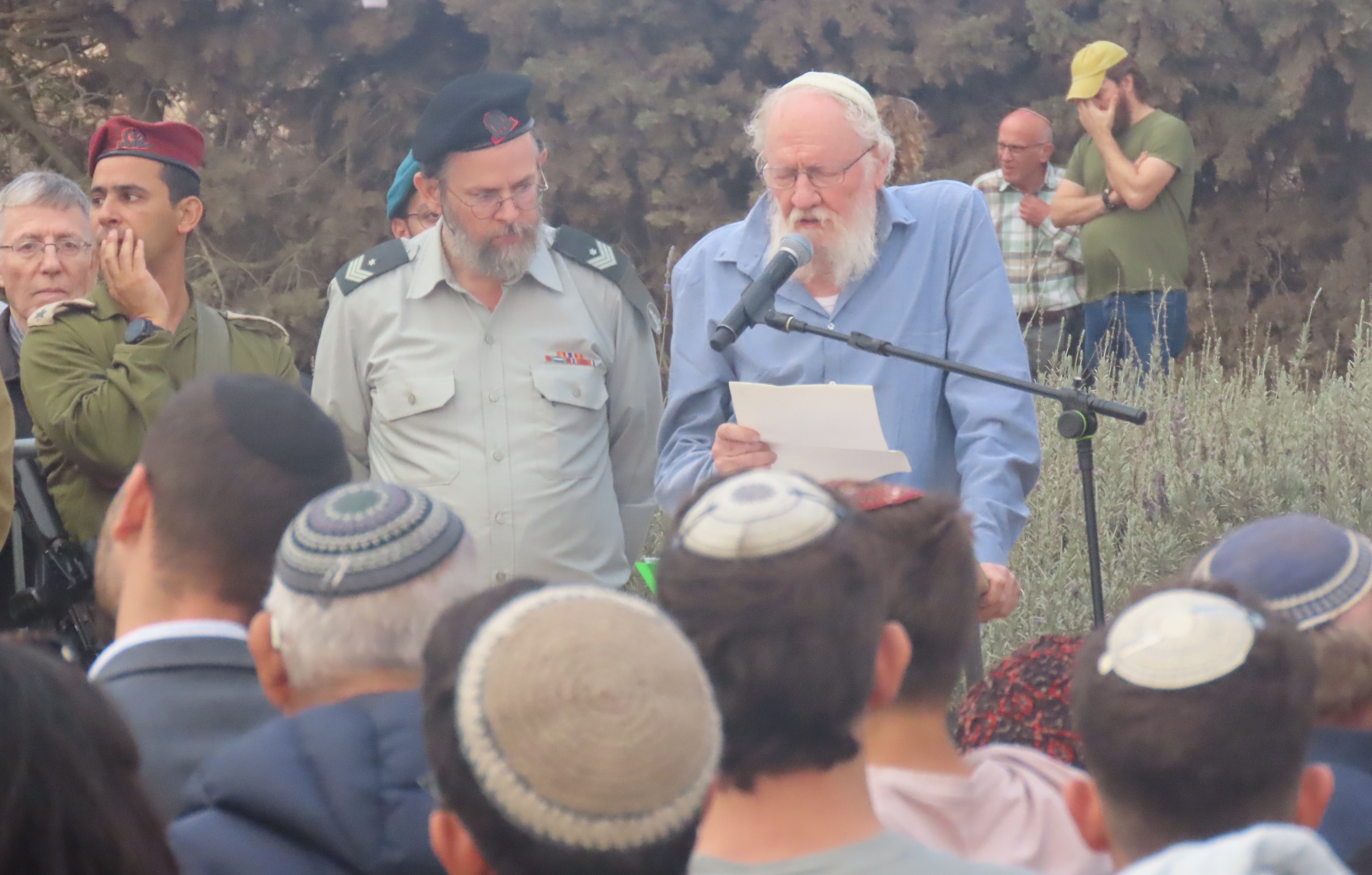
Jehuda Etzion, Anfang der 1980er Jahre Führungsmitglied von HaMachteret haJehudit, bei Zeev Erlichs Begräbnis in Ofra (2024)

Das israelische Militär erkannte Erlich aufgrund seiner langjährigen Dienste als Major der Reserve ein Begräbnis mit militärischen Ehren zu. Erlich hinterließ die Witwe Tamar, sechs Kinder sowie Enkelkinder. Er wurde am 21. November 2024 auf dem Friedhof seines Wohnorts Ofra beigesetzt. Die israelische Regierung listet Zeev Erlich unter den gefallenen Soldaten der Operation Eiserne Schwerter.
Am 25. November 2024 reichte Yoav Yarom seinen Rücktritt ein und übernahm damit Verantwortung für den Tod Erlichs und seines Begleiters.

## Veröffentlichungen (Auswahl)
- (mit Emanuel Danati): A Hoard of Denarii and a Tridrachm from Wadi el-Daliyeh. In: Israel Numismatic Journal, Band 5 (1981), S. 33–37.
- מקור שומרוני על-אודות עפרה הסמוכה לשכם Further Evidence for the Possible Location of Ophra, Town of Gideon, at Khirbet Aufar. In: Cathedra: For the History of Eretz Israel and Its Yishuv, Band 28 (1983), S. 151–154 (neuhebräisch)
- (mit Yoel Elitzur): A New bltmya Inscription from Kāmed El-Lawz in the Lebanon Valley. In: Journal of the American Oriental Society, Band 105 (1985), S. 711–714.
- (mit Hanan Eshel): מבצרה של עקרבה בחורבת עורמה The Fortress of Aqraba in Kh. Urmeh. In: Cathedra: For the History of Eretz Israel and Its Yishuv, Band 47 (1988), S. 17–24 (neuhebräisch)
- (mit Hanan Eshel): המערכה הראשונה במלחמתו של אבימלך בבעלי שכם ושאלת טבור הארץ Abimelech’s First Battle with the Lords of Shechem. In: Tarbiz, Band 111 (1988), S. 111–116 (neuhebräisch)
- יריחו היהודית לדורותיה („Jüdisches Jericho im Lauf der Generationen“), Jerusalem o. J. (neuhebräisch, online)